# Поповка (селище, Дмитровський міський округ)
Попо́вка (рос. Поповка) — селище (колишній присілок) у складі Дмитровського міського округу Московської області, Росія.

## Населення
Населення — 133 особи (2010; 121 у 2002).
Національний склад (станом на 2002 рік):
- росіяни — 95 %